# Kemal Aksur
Kemal Aksur (ur. 29 października 1923 w Konstantynopolu, zm. 29 września 2001 tamże) – turecki lekkoatleta, olimpijczyk. Zawodnik Fenerbahçe SK.
Uczestnik igrzysk olimpijskich w Londynie (1948). W biegu na 100 metrów odpadł w eliminacjach, podobnie jak na 200 metrów. Sztafeta 4 × 100 metrów w składzie: Kemal Aksur, Erdal Barkay, Raşit Öztaş i Ruhi Sarıalp, również odpadła w eliminacjach (zostali zdyskwalifikowani).
W 1948 roku biegł w sztafecie 4 × 100 metrów, która pobiła rekord Turcji. W biegu na 200 metrów trzykrotnie uzyskiwał najlepsze wyniki w historii Turcji (dwukrotnie w 1944 oraz w 1945 roku).
Rekordy życiowe: 100 m – 10,8 s (1947), 200 m – 22,2 s (1947).